# Enat Wilf
Enat Wilf (hebr.: עינת וילף, ang. Einat Wilf, ur. 11 grudnia 1970 w Jerozolimie) – izraelska polityk, w latach 2010–2013 posłanka do Knesetu z listy Partii Pracy.

## Życiorys
Urodził się 11 grudnia 1970 w Jerozolimie. Służbę wojskową ukończyła w stopniu porucznika. Zdobyła bakalaureat ze sztuk pięknych na Uniwersytecie Harvarda, a następnie MBA na francuskim INSEAD oraz ukończyła studia doktorskie (Ph.D.) z politologii na University of Cambridge.
Była doradcą politycznym Szimona Peresa. W wyborach parlamentarnych w 2009 bezskutecznie kandydowała do izraelskiego parlamentu z listy Izraelskiej Partii Pracy. W osiemnastym Knesecie znalazła się jednak 10 stycznia 2010 po rezygnacji Ofira Pines-Paza. 17 stycznia 2011 po rozłamie w Partii Pracy, weszła w skład nowego ugrupowania Ehuda Baraka – Niepodległość.
W wyborach w 2013 utraciła miejsce w parlamencie.